# Accusatoir proces
Een accusatoir proces (ook wel accusatoire rechtspleging) is een vorm van procesvoering waarbij het initiatief bij de procespartijen ligt. Het proces is bijna volledig in handen van de partijen: zij bepalen het voorwerp van de rechtszaak en zij zijn verantwoordelijk voor de bewijsvoering.
De rechter heeft een passieve rol in een accusatoir proces. Hij mag enkel de hem voorgelegde zaak beoordelen en hij mag in principe zelf geen procesmaatregelen bevelen.
In België en Nederland hebben met name de burgerlijke processen een accusatoir karakter.
Het omgekeerde van een accusatoir proces is een inquisitoir proces.